# Jackson Gillis
Jackson Gillis (* 21. August 1916 in Kalama, Washington; † 19. August 2010 in Moscow, Idaho) war ein US-amerikanischer Drehbuchautor.

## Leben
Gillis zog als Teenager mit seiner Familie nach Kalifornien, wo er die Fresno State und die Stanford University besuchte. Danach arbeitete er als Theaterschauspieler, unter anderem im Ensemble des Barter Theater in Virginia, dem zu dieser Zeit auch Gregory Peck angehörte. Dort lernte er auch seine Frau  Patricia Cassidy kennen, mit der er bis zu deren Tode 2003 verheiratet war. Während des Zweiten Weltkriegs wurde er als Verbindungsoffizier im Pazifik eingesetzt. Nach dem Ende seiner Wehrzeit zog er nach Los Angeles, wo er zunächst als Hörspielautor für das Radio arbeitete; er schrieb unter anderem für The Whistler, Let George Do It und The Hedda Hopper Show.
Zu Beginn der 1950er Jahre begann er für das Fernsehen zu arbeiten und schrieb Drehbücher für Fernsehserien. Er verfasste unter anderem zahlreiche Episoden für The Adventures of Superman sowie für Kinderserien wie Lassie sowie die als Teil der Mickey Mouse Club ausgestrahlten Adventures of Spin and Marty. Von 1959 bis 1966 arbeitete er an der Krimiserie Perry Mason; er schrieb 24 eigene Drehbücher und war darüber hinaus als Drehbuch-Berater und Co-Produzent tätig. Zwischen 1971 und 1992 wirkte er an der Krimiserie Columbo mit. Für seinen ersten von 24 Beiträgen Mord in Pastell wurde er für einen Emmy nominiert, 1974 wurde er für eine weitere Folge für den Edgar Allan Poe Award nominiert. Auch bei dieser Serie arbeitete er als Drehbuch-Berater.
Gillis schrieb Episodendrehbücher zu verschiedenen Serienklassikern wie Bonanza, Hawaii Fünf-Null und Knight Rider. Er verfasste auch zwei Detektivromane. Aus seiner Ehe ging eine Tochter hervor.

## Filmografie (Auswahl)

### Drehbuchautor
- 1953–1956: The Adventures of Superman
- 1954–1960: Lassie
- 1959–1966: Perry Mason
- 1966: Tennisschläger und Kanonen (I Spy)
- 1966: Solo für O.N.C.E.L. (The Man from U.N.C.L.E.)
- 1969: Bonanza
- 1970: Kobra, übernehmen Sie (Mission: Impossible)
- 1971: Hawaii Fünf-Null (Hawaii Five-O)
- 1971–1992: Columbo
- 1974: Cannon
- 1978: Starsky & Hutch
- 1983: Knight Rider
- 1985: Mord ist ihr Hobby (Murder, She Wrote)
- 1988: Gebot des Schweigens (A stoning in Fulham County)
- 1994: Superman – Die Abenteuer von Lois & Clark (Lois & Clark: The New Adventures of Superman)

### Produzent
- 1961–1965: Perry Mason

## Auszeichnungen
- 1972: Emmy-Nominierung für Columbo - Suitable for Framing
- 1974: Edgar-Allan-Poe-Award-Nominierung für Columbo - Requiem for a Falling Star